# Сражение при Адроваце
Сражение при Адроваце (серб. Битка код Адровца) произошло 1 сентября 1876 года недалеко от Алексинаца и была частью сербско-турецкой войны. Оно закончилось победой турок.

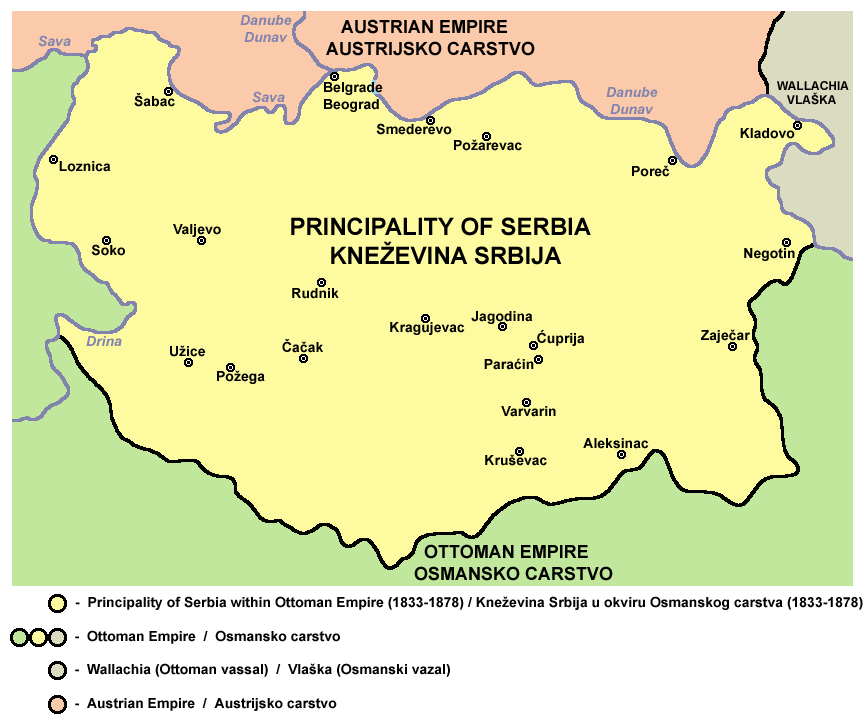
Сербия с 1833 по 1878 г.г.

После неудачи под Алексинацем и Шуматовацем турецкий корпус Айюб-паши к 30 августа был переброшен на левый берег Южной Моравы, чтобы вместе с дивизиями Али Саиб-паши и Фазиль-паши атаковать правое крыло сербские позиции у Алексинаца с намерением обойти город и продолжить продвижение на север вдоль левого берега Южной Моравы в Сербию. Дивизия Фазиль-паши заняла исходную позицию от левого берега Южной Моравы до деревни Мршолья (Моравац); дивизия Али Саиб-паши на участке Мрсолж - Смрдан - Дренжак; корпус Айюб-паши остался в резерве, в районе деревень Лужане, Стублина, Мали Дреновац. Сербскую позицию обороняли 19 батальонов, из них три находились в резерве, и пять батарей. Правым флангом позиции командовал русский доброволец полковник граф Н. Н. Раевский.
Около 8 часов утра 1 сентября турки начали артиллерийскую подготовку, которая продолжалась до 12 часов дня, после чего пехота пошла в атаку по всему фронту. В 13 часов дня они попытались охватить правый фланг сербов на Песковит-Лазе. Используя свои резервы, сербы укрепили позиции на Песковит-Лазе, взяли Сараманскую косу и сорвали попытку турок. К концу дня турки всё же вынудили сербов отойти на рубеж между деревней Трняне и плацдармом на левом берегу Моравы, севернее деревни Житковац. Турки их не преследовали, и на следующий день сербы отошли на позиции Кревет.
Фазиль-паша, сразу осознавший масштабы победы, тщетно просил разрешения форсировать Мораву 2-го числа и продвигаться к Алексинацу. Ахмед Айюб-паша был доволен одержанной им блестящей победой, но не думал воспользоваться ею. Турецкие потери в бою 1-го числа составили 120 убитых и 500 раненых. По словам начальника английской скорой помощи в сербском лагере, сербы потеряли 1600 человек.